# Debemur Morti
Debemur Morti Productions ist ein französisches Independent-Label, das sich auf Black Metal und verwandte Genres des Underground spezialisiert hat.

## Geschichte
Das Label wurde 2003 gegründet – laut Debemur Morti mit dem Ziel, einer sich selbst zersetzenden Black-Metal-Szene ein Label zu bieten, das Underground nicht mit Mittelmäßigkeit gleichsetzt. Das Label möchte also Qualität über Quantität stellen und Kunstfertigkeit über Kommerz. Es konnten mit der Zeit einige genrebekannte Bands unter Vertrag genommen werden, und Debemur Morti öffnete sich auch anderen Spielarten des Metal und der düsteren Musik.

## Bands (Auswahl)
Werke folgender Bands wurden über das Label veröffentlicht:
- Archgoat
- Arckanum
- Arkona
- Behexen
- Blut aus Nord
- Dirge
- Horna
- In the Woods…
- Infestus
- Lychgate
- Manes/Manii
- Monolithe
- Setherial
- Urfaust
- Wallachia
- Xasthur
- Year of No Light